# Verwaltungsgemeinschaft Gerolzhofen
In der Verwaltungsgemeinschaft Gerolzhofen im unterfränkischen Landkreis Schweinfurt haben sich folgende acht Gemeinden zur Erledigung ihrer Verwaltungsgeschäfte zusammengeschlossen:
1. Dingolshausen, 1419 Einwohner, 10,23 km²
2. Donnersdorf, 1991 Einwohner, 26,97 km²
3. Frankenwinheim, 994 Einwohner, 14,73 km²
4. Gerolzhofen, Stadt, 6966 Einwohner, 18,39 km²
5. Lülsfeld, 826 Einwohner, 11,20 km²
6. Michelau i.Steigerwald, 1150 Einwohner, 14,16 km²
7. Oberschwarzach, Markt, 1446 Einwohner, 25,51 km²
8. Sulzheim, 2031 Einwohner, 26,78 km²

Sitz der Verwaltungsgemeinschaft ist Gerolzhofen.
Vorsitzender der Verwaltungsgemeinschaft ist der Erste Bürgermeister der Stadt Gerolzhofen, Thorsten Wozniak (CSU).